# Òlbi
Olby és un municipi francès situat al departament del Puèi Domat i a la regió d'Alvèrnia-Roine-Alps. L'any 2007 tenia 607 habitants.

## Demografia

### Població
El 2007 la població de fet d'Olby era de 607 persones. Hi havia 247 famílies de les quals 56 eren unipersonals (21 homes vivint sols i 35 dones vivint soles), 81 parelles sense fills, 99 parelles amb fills i 11 famílies monoparentals amb fills.
La població ha evolucionat segons el següent gràfic:
Habitants censats

### Habitatges
El 2007 hi havia 328 habitatges, 246 eren l'habitatge principal de la família, 59 eren segones residències i 22 estaven desocupats. 311 eren cases i 15 eren apartaments. Dels 246 habitatges principals, 220 estaven ocupats pels seus propietaris, 22 estaven llogats i ocupats pels llogaters i 4 estaven cedits a títol gratuït; 2 tenien una cambra, 8 en tenien dues, 35 en tenien tres, 80 en tenien quatre i 120 en tenien cinc o més. 218 habitatges disposaven pel capbaix d'una plaça de pàrquing. A 90 habitatges hi havia un automòbil i a 140 n'hi havia dos o més.

### Piràmide de població
La piràmide de població per edats i sexe el 2009 era:
| Homes | Edats   | Dones |
| ----- | ------- | ----- |
| 0     | 95 o +  | 1     |
| 0     | 90 a 94 | 1     |
| 1     | 85 a 89 | 4     |
| 5     | 80 a 84 | 4     |
| 12    | 75 a 79 | 15    |
| 15    | 70 a 74 | 14    |
| 12    | 65 a 69 | 23    |
| 13    | 60 a 64 | 10    |
| 18    | 55 a 59 | 14    |
| 20    | 50 a 54 | 25    |
| 16    | 45 a 49 | 14    |
| 25    | 40 a 44 | 22    |
| 17    | 35 a 39 | 16    |
| 25    | 30 a 34 | 22    |
| 18    | 25 a 29 | 9     |
| 13    | 20 a 24 | 13    |
| 19    | 15 a 19 | 11    |
| 13    | 10 a 14 | 15    |
| 16    | 5 a 9   | 13    |
| 5     | 0 a 4   | 12    |

## Economia
El 2007 la població en edat de treballar era de 382 persones, 311 eren actives i 71 eren inactives. De les 311 persones actives 294 estaven ocupades (161 homes i 133 dones) i 17 estaven aturades (7 homes i 10 dones). De les 71 persones inactives 33 estaven jubilades, 27 estaven estudiant i 11 estaven classificades com a «altres inactius».

### Ingressos
El 2009 a Olby hi havia 273 unitats fiscals que integraven 692,5 persones, la mediana anual d'ingressos fiscals per persona era de 17.794 €.

### Activitats econòmiques
Dels 35 establiments que hi havia el 2007, 2 eren d'empreses alimentàries, 1 d'una empresa de fabricació d'elements pel transport, 1 d'una empresa de fabricació d'altres productes industrials, 5 d'empreses de construcció, 5 d'empreses de comerç i reparació d'automòbils, 2 d'empreses de transport, 8 d'empreses d'hostatgeria i restauració, 1 d'una empresa financera, 1 d'una empresa immobiliària, 3 d'empreses de serveis, 3 d'entitats de l'administració pública i 3 d'empreses classificades com a «altres activitats de serveis».
Dels 12 establiments de servei als particulars que hi havia el 2009, 1 era una oficina de correu, 1 una oficina bancària, 1 taller de reparació d'automòbils i de material agrícola, 1 paleta, 1 guixaire pintor, 2 fusteries, 1 electricista, 1 perruqueria i 3 restaurants.
Dels 4 establiments comercials que hi havia el 2009, 1 era una botiga de menys de 120 m², 1 una fleca, 1 un drogueria i 1 una floristeria.
L'any 2000 a Olby hi havia 29 explotacions agrícoles que ocupaven un total de 1.272 hectàrees.

## Equipaments sanitaris i escolars
L'únic equipament sanitari que hi havia el 2009 era una farmàcia.
El 2009 hi havia una escola elemental.

## Poblacions més properes
El següent diagrama mostra les poblacions més properes.